# Thomas Whitbread

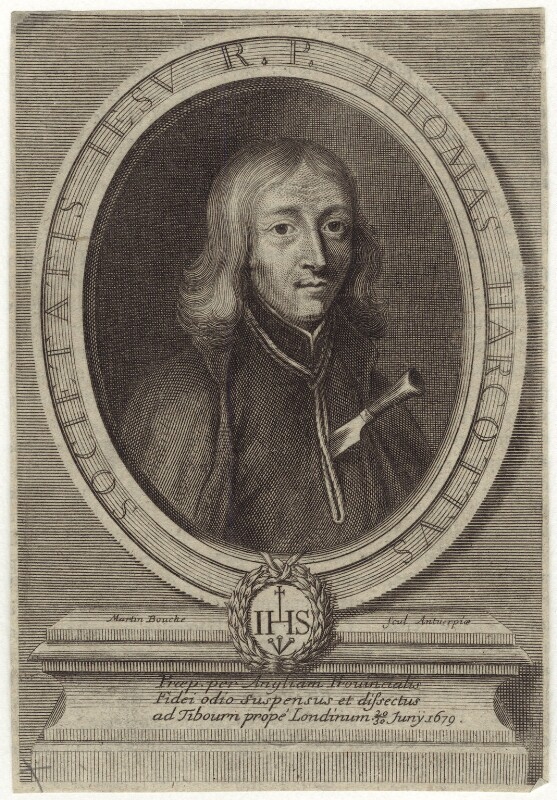
Thomas Whitbread (Thomas Harcourt), grabado a buril de Martin Bouché. Londres, National Portrait Gallery.

Thomas Whitbread, llamado Harcourt (Essex, 1618-Tyburn, 20 de junio de 1679), fue un sacerdote jesuita inglés. Superior provincial de la Compañía de Jesús, fue acusado de participar en un supuesto complot papista y ejecutado por ahorcamiento junto con otros cuatro compañeros de su misma orden, beatificados por Pío XI el 15 de diciembre de 1929. Su fiesta se celebra el 20 de junio.

## Biografía
Formado en el colegio que tenían los jesuitas ingleses en el exilio en Saint-Omer, trasladado luego a los Países Bajos meridionales, en 1635 ingresó en el noviciado de Watten y fue ordenado sacerdote en Lieja el 15 de abril de 1645. Debió de regresar a Inglaterra hacia 1647 para desempeñar su ministerio sacerdotal en Londres y la región de Anglia Oriental. En abril de 1678 fue elegido provincial de los jesuitas de Inglaterra y ese mismo año inició una visita canónica por las casas y colegios jesuitas ingleses del continente. En Saint-Omer rechazó admitir a Titus Oates, que había solicitado su ingreso tras haber sido expulsado del Real Colegio de San Albano de Valladolid.
Poco más tarde, de vuelta en Inglaterra, Oates afirmó haber descubierto un «complot papista» con el objetivo de asesinar al rey Carlos II y sustituirlo en el trono por su hermano, el católico duque de York. La acusación hizo mucho ruido y puso a la población contra los católicos. Thomas Whitbread se encontraba entre los acusados y aunque gravemente enfermo fue arrestado el 29 de septiembre de 1678 junto con Edward Mico, su asistente, que murió a causa de los malos tratos. A comienzos de noviembre, tras ser interrogado por una comisión parlamentaria, fue trasladado a la Prisión de Newgate y juzgado el 17 de diciembre con otros dos jesuitas, William Ireland y John Fenwick; un monje benedictino, Thomas Pickering, y un laico, John Grove, estrecho colaborador de los jesuitas. Acusados todos de alta traición, el tribunal estimó insuficientes las pruebas presentadas contra Whitbread y Fenwick y aplazó su juicio para el 13 de junio de 1679. Los tres restantes, Pickering, Grove e Ireland, fueron declarados culpables, condenados a muerte y ejecutados en Tyburn.
En el segundo juicio, celebrado el 13 de junio de 1679, se agregaron a los acusados otros tres jesuitas: William Harcourt, llamado William Barrow, John Gavan y Anthony Turner, acusados también de participar en el complot contra el rey. Aunque muchas de las pruebas presentadas se demostraron falsas, fueron declarados culpables y condenados a muerte. El 20 de junio de 1679 los cinco fueron ahorcados y posteriormente descuartizados. Sus cuerpos fueron enterrados por sus allegados una semana después en el cementerio de St Giles-in-the-Fields.
Su retrato fue grabado en Amberes por Martin Bouché con los de los restantes jesuitas y publicado en una obra, extremadamente rara, escrita por Matthias Tanner, Brevis Relatio felicis Agonis, quem pro Religione Catholica gloriose subierunt aliquot e Societate Jesu Sacerdotes in ultima Angliae persecutione, sub Annum 1678. A Protestantibus excitata, violenta morte sublati, Praga, 1683.